# Deifebo Burbarini
Deifebo Burbarini (* 1619 in Siena; † 4. März 1680 ebenda) war ein italienischer Maler.

## Leben
Seine Ausbildung erhielt er wahrscheinlich bei Raffaello Vanni. Erste selbständige Werke erschienen von Burbarini in den 1640er Jahren in Siena, in denen er sich stilistisch nahe dem Rutilio Manetti zeigte. In den Jahren 1650 bis 1664 wurde Burbarini nicht in Siena dokumentiert, wahrscheinlich hielt er sich in dieser Zeit in Rom auf. Zu seinen bekanntesten Werken gehört das Leinwandgemälde Apparizione di Caterina a Santa Rosa da Lima in der Cappella delle Volte in der Basilica di San Domenico. Bestattet wurde er in der Compagnia di San Gherardo nahe der Kirche Basilica di San Francesco in der Contrada Bruco (Raupe).

## Werke (Auswahl)
- Ajaccio, Musée Fesch: La visione di San Pietro d’Alcantara (Leinwandgemälde)[3]
- Asciano, Oratorio della Compagnia di Santa Croce: Compianto sul Cristo morto und Resurrezione (Leinwandgemälde)[4]
- Colle di Val d’Elsa, Concattedrale dei Santi Alberto e Marziale (Dom): Fresken
- Rapolano Terme, Arcipretura di Santa Maria Assunta: Madonna che porge il Bambino a Santa Francesca Romana (zugeschrieben)[5]
- Siena, Arciconfraternita di Misericordia: Epifania (Lünette, ca. 1672 entstanden) und Annunciazione di Maria Vergine (1668 entstanden)[6]
- Siena, Basilica di San Domenico, Cappella delle Volte: Apparizione di Caterina a Santa Rosa da Lima (Leinwandgemälde)[7]
- Siena, Basilica di San Francesco, Oratorio dei Santi Ludovico e Gherardo: Storie dei santi titolari (Werk entstand zusammen mit Rutilio Manetti und Astolfo Petrazzi, von Burbarini stammt das Teilstück San Gherardo libera gli imprigionati, 1647 entstanden)[8]
- Siena, Chiesa di San Giovannino della Staffa: Convito di Erode (zugeschrieben) und Danza di Salomé[9]
- Siena, Chiesa di Santa Maria di Provenzano: Gedeone e il miracolo del vello und Visione di San Giovanni Evangelista (Leinwandbilder)[10]
- Siena, Monastero di Sant’Eugenio: Ordinazione di Santo Stefano (Leinwandgemälde)[11]
- Siena, Oratorio di San Bernardino, Museo Diocesano di Arte Sacra: San Bernardino cura gli appestati (Lünette)[12]
- Siena, Oratorio di San Giacomo: Gesù in gloria e San Giacomo[13]
- Siena, Oratorio di San Giuseppe: Beato Giovanni Colombini (zugeschrieben)[14]
- Siena, Oratorio di San Rocco: Educazione di Maria Vergine und Incoronazione della Madonna (zugeschrieben)[15]
- Siena, Palazzo Pubblico, Bilanceria di Biccherna: Alessandro VII dona la Rosa d’oro al Duomo di Siena (Wappengemälde, 1664 entstanden) und La Forza militare impone tributi ad un vinto (Wappengemälde, 1655 entstanden)[16]